# 肝高の阿麻和利
肝高の阿麻和利（きむたかのあまわり）は、「現代版組踊」と称される、沖縄県うるま市の中高生による舞台。沖縄戦乱時代に勝連城の按司となった風雲児、阿麻和利の生涯を描く。肝高は、沖縄最古の歌謡集「おもろさうし」にある古語で、「心豊か」「気高い」などを意味し、高い生活文化を称えた勝連および勝連城の美称。

## 概要
勝連町教育長（当時）である上江洲安吉の発案により、1999年に計画がスタート。脚本に嶋津与志、演出に平田大一を迎え、出演者は勝連町及び与那城町（いずれも現うるま市）にある4中学校（与勝中学校、与勝第二中学校、津堅中学校、浜中学校）の生徒から集められた。初演は2000年3月25日（於勝連城趾「第1回きむたか文化まつり」）。
生徒たちの嘆願により出演者の枠を高校生にまで広げ、勝連城趾、きむたかホールなどで公演を続ける。回を追うごとに進化する舞台は観客の大絶賛を浴び、与勝地区だけでなく浦添市、沖縄市など沖縄県内各地での公演をはじめ、2003年には関東公演、2008年にはハワイ公演、2009年には東京公演、福岡公演、2011年には大阪公演、2019年には茨城公演、中高生初となる国立劇場大ホールでの東京公演など、沖縄県外での活動も行う。2011年11月27日のきむたかホールで200回公演を記録し、観客動員数延べ12万人を超える、中高生による舞台としては驚異的なロングランを続けている。
演技や舞台そのものへの評価も高いが、子どもたちの感動体験の場所づくり、地域文化の再発見、地域の大人たちをも巻き込むことによる地域振興、といった部分でも内外の注目を浴びる。2009年には日本ユネスコ協会連盟「第1回プロジェクト未来遺産」に登録された。
2010年度第32回サントリー地域文化賞を受賞した。

## 主な登場人物
阿麻和利（幼名加那）
屋良（現嘉手納町）の生まれとされる。各地を放浪したのちに勝連に辿り着き、勝連城の按司となる。首里の尚泰久王と対立し、滅ぼされる。
沖縄において、阿麻和利は首里王府への反逆者ととらえられることが多い。しかし、おもろさうしには阿麻和利をたたえる歌が多く残されており、その評価は定まっていない。この舞台では勝連を発展させ、真に領民に慕われた民草の王として描かれている。
百十踏揚
首里王府から阿麻和利の元に嫁ぐ。尚泰久王の娘であり、護佐丸の孫にあたる。
ハッタラー
物語の案内人にしてあの世とこの世をつなぐもの。お調子者キャラで人気が高い。
長者の太主
村の長。物語の要所で登場する。
肝高神
勝連を護るもの。
屋慶名太郎

平安名次郎

南風原真五郎
勝連の正義感3人組。悪政を敷く望月按司の追放を企む。
望月（茂知附）按司
勝連の9代目按司。民を苦しめる暴君。
尚泰久王
首里王府の王。勢いづく阿麻和利を懐柔するため娘の百十踏揚を阿麻和利に嫁がせる。
金丸
尚泰久王の側近。阿麻和利と護佐丸を亡き者にしようとする策士，後の尚円王。
大城賢勇（鬼大城）
尚泰久王の側近。百十踏揚の付き人として勝連にやってくる。
肝高の子
現代に生きる勝連の子どもたち。幻の村祭りという噂の真偽を確かめるために、勝連城趾に忍び込む。そこで子どもたちは謎の老人（長者の太主）と出会う。その時雷鳴の中から肝高神が現れ、巻物を渡される。そこには、「阿麻和利の乱」の真実が書かれていた。巻物を読んでいるうちに、子どもたちは1456年の勝連に旅をすることになる。